# Alashankou
Alashankou (chinesisch 阿拉山口市, Pinyin Ālāshānkǒu Shì, uigurisch ﺋﺎﻻﺗﺎﯞ ﺋﯧﻐﯩﺰﻯ Alataw Eƣizi, mongolisch ᠠᠯᠠᠭ ᠠᠭᠤᠯᠠ) ist eine kreisfreie Stadt im Mongolischen Autonomen Bezirk Bortala des Uigurischen Autonomen Gebiets Xinjiang der Volksrepublik China. Am 29. Dezember 2012 ging die neu gegründete Stadt aus einer Großgemeinde Bortalas hervor. Sie ist nach der Dsungarischen Pforte (chinesisch: Alashankou) benannt und liegt an der Grenze zu Kasachstan.
Das Verwaltungsgebiet der Stadt hat eine Fläche von 1204 km² und ca. 40.000 Einwohner (2012).

## Administrative Gliederung
Auf Gemeindeebene setzt sich Alashankou aus zwei Straßenvierteln zusammen. Diese sind:
- Straßenviertel Alataw (阿拉套街道);
- Straßenviertel Ebinur (艾比湖街道).

## Grenzübergang
1954 vereinbarten die Sowjetunion und die Volksrepublik China, Alma-Ata und Lanzhou mit einer Eisenbahnstrecke zu verbinden. Auf sowjetischer Seite wurde dazu eine Strecke gebaut, die in Aqtogai von der Turkestan-Sibirischen Eisenbahnstrecke abzweigt. 1959 wurde der Grenzort Dostyk erreicht. Auf chinesischer Seite wurde der Bau 1962 in Ürümqi aufgrund des chinesisch-sowjetischen Zerwürfnisses abgebrochen. Erst nach Änderung der politischen Verhältnisse wurde am 12. September 1990 die Bei-Jiang-Linie durch die Dsungarische Pforte vollendet und am 20. Juli 1991 der Grenzübergang eröffnet, wie eine Marmorplatte am Bahnhof Dostyk verkündet.
Die Eisenbahnen der beiden Länder verwenden unterschiedliche Spurweiten. China verwendet die auch in Westeuropa gebräuchliche Normalspur von 1435 mm, Kasachstan die russische Breitspur mit 1520 mm. Aus diesem Grund gibt es an beiden Bahnhöfen Anlagen zur Umspurung von Eisenbahnfahrzeugen.